# Proctorsville
Proctorsville est une census-designated place du comté de Windsor, dans l'état du Vermont aux États-Unis.
Sa population était de 454 habitants en 2010.